# あゆまゆ劇場
あゆまゆ劇場（あゆまゆげきじょう）は、TVアニメ『君が望む永遠』、OVA『アカネマニアックス』で放送された予告コーナー、及び単体作品として2006年9月から2007年1月まで君のぞらじおホームページ内で配信されていたショートWebアニメ。

## 概要
主人公はSDの大空寺あゆと玉野まゆの2人で、他にも毎回様々なSDのキャラクターが登場し、ハチャメチャなショートコントを繰り広げる。
もとはTVアニメ『君が望む永遠』の第3話から最終話まで次回予告として放送されていたコーナーであるが、内容は全く次回予告とは言えない。本編が非常にシリアスな物語だった『君が望む永遠』の内容ゆえに、このコーナーだけは底抜けに明るい。OVA『アカネマニアックス』では第2章と最終章に収録されたが、こちらも全く次回予告になっていない。
Webアニメ『あゆまゆ劇場』では『君が望む永遠』、『アカネマニアックス』のほか、アージュ製作のPCゲーム『マブラヴ』や『マブラヴ オルタネイティヴ』、『大空寺危機一髪！』のキャラクターがSDで登場する。また、『マブラヴ』シリーズの戦術機も登場しており、本編の設定を生かしつつも、コミカルなギャグアニメのようなストーリーになっている。2007年1月26日から2月8日まではWebアニメDVDのPVが配信された。
Webアニメ番組概要
- 放送期間：2006年9月29日 - 2007年1月12日
- 配信サイト：君のぞらじおホームページ内 あゆまゆ劇場配信ページ
- 配信方式：ストリーミング
- 配信日：毎月最終金曜日配信
- ファイル種類：Windows Media Video（wmv）

## 登場キャラクター
大空寺 あゆ（だいくうじ あゆ）
声 - 浅井清己
『君が望む永遠』第2章に登場した「すかいてんぷる」のアルバイト店員で、大空寺財閥の令嬢。非常に凶暴な性格ゆえに、作中で様々なトラブルを巻き起こす。
玉野 まゆ（たまの まゆ）
声 - 吉住梢
大空寺あゆと同様、「すかいてんぷる」のアルバイト店員。時代劇が大好きな天然系ドジキャラ。
涼宮 遙（すずみや はるか）
声 - 栗林みな実
鳴海 孝之（なるみ たかゆき）
声 - 谷山紀章
涼宮 茜（すずみや あかね）
声 - 水橋かおり
白銀 武（しろがね たける）
声 - 保志総一朗
鑑 純夏（かがみ すみか）
声 - 田口宏子
香月 夕呼（こうづき ゆうこ）
声 - 本井えみ
社 霞（やしろ かすみ）
声 - 栗林みな実
崎山 健三（さきやま けんぞう）
声 - 岡和男
珠瀬 壬姫（たませ みき）
声 - ひと美
御剣 冥夜（みつるぎ めいや）
声 - 奥島和美
速瀬 水月（はやせ みつき）
声 - たかはし智秋
平 慎二（たいら しんじ）
声 - 青木誠
星乃 文緒（ほしの ふみお）
声 - ひと美
穂村 愛美（ほむら まなみ）
声 - 尼子真理
天川 蛍（あまかわ ほたる）
声 - あおきさやか
剛田 城二（ごうだ じょうじ）
声 - 関智一
伊吹 純（いぶき じゅん）
声 - 飛田展男
『大空寺危機一髪！』からのゲストキャラクターでアニメでは初登場、第6話「男女7人夏物語...さ。」登場。ゲーム同様聖闘士星矢風の「護闘士(さきもり)」に変身する 。
パウル・ラダビノッド
声 - 若本規夫

## スタッフ
Webアニメ『あゆまゆ劇場』
- 監督 - 嵯峨敏
- キャラクターデザイン - 水上ろんど
- 美術監督 - 勝又激
- 色彩設計 - 児玉尚子
- 撮影監督 - 山越康司
- 編集 - 田熊純
- 音響監督 - 菊田浩巳
- 音楽 - 南良樹
- プロデューサー - 伊藤善之、永谷敬之
- アニメーション制作 - ピクチャーマジック
- 製作 - âge／すかいてんぷる汐留支店

## 主題歌
- Webアニメ『あゆまゆ劇場』エンディング主題歌「恋の爆弾でいと」
作詞 - 畑亜貴 / 作編曲 - 黒須克彦 / 歌 - UYAMUYA

## Webアニメ 各話リスト
| 話数 | サブタイトル            | 脚本     | 絵コンテ   | 演出       | 作画監督                      | 備考    |
| ---- | ----------------------- | -------- | ---------- | ---------- | ----------------------------- | ------- |
| #00  | プロローグ              | 鴻野貴光 | 嵯峨敏     | 嵯峨敏     | 水上ろんど                    |         |
| #01  | 白昼の死角…さ。         | 鴻野貴光 | 青木哲朗   | 青木哲朗   | 水上ろんど                    |         |
| #02  | 振り返れば奴がいる…さ。 | 鴻野貴光 | 岡野倖男   | 岡野倖男   | 水上ろんど                    |         |
| #03  | アリよ さらば…さ。      | 鴻野貴光 | 佐々木真哉 | 佐々木真哉 | 水上ろんど                    |         |
| #04  | 王様のレストラン…さ。   | 鴻野貴光 | 鏑木ひろ   | 鏑木ひろ   | 水上ろんど                    |         |
| #05  | 鬼の棲家…さ。           | 鴻野貴光 | 渡辺明夫   | 渡辺明夫   | 渡辺明夫 水上ろんど（総作監） | DVD収録 |
| #06  | 男女7人夏物語…さ。      | 鴻野貴光 | 青木哲朗   | 佐々木真哉 | 時矢義則 水上ろんど（総作監） | DVD収録 |
| SP   | スペシャルエピソード    | 鴻野貴光 | 嵯峨敏     | 嵯峨敏     | 水上ろんど いわさきたいすけ   | DVD収録 |

## 関連商品
- 主題歌CD『恋の爆弾でいと』　（LACM-4315、2006年11月21日、ランティス）
Webアニメ主題歌『恋の爆弾でいと』を収録したCD。
- アニメ『あゆまゆ劇場』DVD　（2007年2月23日、バンダイビジュアル）
配信された1話～4話のほか、未配信の3話とアージュ発売のPC用CD-ROM「PC âge CD-ROM2 vol.5」に収録されていた『あゆまゆ劇場』第0話の全8話を収録。